# Frente Nacional de la Vivienda
El Frente Nacional de la Vivienda fue una organización social chilena, que existió desde 1933 hasta la década de 1960, que agrupó a pobladores que buscaban el acceso a la vivienda.

## Historia
Su origen se remonta al Frente Nacional de Afectos a la Ley 33, que incluía a varias organizaciones de compradores o aspirantes de sitios a plazo. Su Consejo Ejecutivo estaba integrado por representantes de la Confederación de Sociedades Cooperativas de Chile con Población, la Junta Central de Pobladores de Chile, el Comité Único Pro Defensa de la Ley 33 de Compradores de Sitios a Plazos y la Junta Central de Dueños de Mejoras.
Durante varios años publicó un periódico, titulado La Habitación (1933-1936), transformado durante un tiempo en Acción Comunal (1936-1937), el que recuperó su nombre original poco después (1939-1942). En una etapa temprana entre sus dirigentes hubo trotskistas, así como comunistas y anarquistas, en abierta o más solapada rivalidad. Entre sus primeros dirigentes destacaban Leopoldo González, Alberto Yáñez, Marcial Albornoz y Juan Gacitúa Escobar.
El Frente se consolidó a partir del gobierno de Pedro Aguirre Cerda, aunque con ello también aumentaron los conflictos internos. A mediados de 1942, un sector liderado por comunistas (Augusto Araya Ochoa, Juvenal Gordillo, Francisco Gárate) se enfrentó al sector socialista (León Vilarín, Emilio Zapata Díaz, José Molina, Óscar Waiss). Para obtener representación en la Caja de la Habitación Popular ambos grupos pretendieron ser la organización legítima. A fines de 1944 el sector de Gordillo logró ser reconocido legalmente. 
Con el triunfo de Gabriel González Videla la directiva oficial siguió ganando presencia. Por entonces, sus máximos dirigentes eran Juvenal Gordillo y Alberto Yáñez. Bajo su dirección, el Frente estuvo detrás de las primeras ocupaciones ilegales ("tomas") y organizadas de terrenos para vivir, en Ñuñoa, Barrancas y Renca. En junio de 1947, habría movilizado a 5 mil familias, unas 15 mil personas, con presencia en diversos comités de vivienda: en el Zanjón de la Aguada (en varios sectores), Anexo Lautaro o Gabriela Mistral (cuyos ocupantes serían trasladados luego a la Población Los Nogales, Mapocho Norte, Población El Pino, Areneros del Mapocho, Población Sudamérica, La Marquesita (futura Población Recabarren, Población Zañartu o Lo Encalada (ocupación que años después sería trasladada a La Legua), Población Bolívar, etc. La composición social era variada: obreros, empleados, cesantes, con distintos niveles de ingreso, que habitaban en conventillos, cités, casas o precarios ranchos (mejoras). Los conflictos también eran múltiples: amenazas de lanzamientos; precios excesivos de arriendo; fraudes en algunos loteos (“loteos brujos”); problemas con la asignación de casas construidas por las cajas de previsión, etc.

## Disolución
La persecución desatada contra los comunistas por Gabriel González Videla volvió a afectar al Frente Nacional de la Vivienda. La directiva comunista fue perseguida y en su lugar el sector disidente, de composición socialista y liderado por Pedro Cáceres, fue reconocido. En los años 50, el Frente Nacional de la Vivienda perdió fuerza, aunque siguió existiendo y editando su periódico Vivienda, cuando menos hasta 1964. Otras agrupaciones surgidas al calor de las "tomas de terrenos" la desplazaron, sustituyendo ´su protagonismo inicial.